# Nymミックスネット
Nymミックスネットワークは、オンライン・コミュニケーションにおけるプライバシーのためのフリーかつオープンソースのソフトウェアである。これは1981年にDavid Chaumによって考案されたミックスネットワークの実装である。Nymミックスネットワークは、インターネット・トラフィックを、数百のノードからなるグローバルなマルチレイヤー・ネットワーク(オーバーレイネットワーク)に転送し、送信元と宛先のIPアドレスを事実上切り離す。
TorネットワークやVPNのように、IPアドレスをカモフラージュし、ユーザーに対する追跡を回避することができる。主な違いは、Nymミックスネットがメタデータも隠すことだ。今日のセキュリティ専門家によれば、メタデータはインターネット上の人物を特定し識別するなど、大量監視や個人の識別、トラフィック解析のために使用することができる。
Nymミックスネットは、3つの基本的な動作によってメタデータを隠す。偽物のパケットを導入すること、パケットの送信タイミングを変えること、そしてパケットをすべて同じサイズに変更することだ。そうすることで、パターン分析を難しくする。 これら3つの作用により、政府機関であれ民間機関であれ、データのパターンを分析したり、データをスパイしたり、コントロールしたり、商業的に利用するためにデータを抽出したりすることを目的としたコンピュータ監視システムを導入したりすることは極めて難しくなる。

## 歴史
Nymミックスネットの設計につながった研究は、欧州委員会のいくつかの研究プロジェクト、PanoramixとNextLeapの枠組みの中で行われた。
ミックスネットの設計は、MIT、ルーヴェン・カトリック大学およびUniversity College London（UCL）の研究者とともに、Aggelos Kiayiasによって開発された。
Libra暗号プロジェクトのためにMeta（Facebook）に買収された新興企業Chainspaceの共同設立者も設計に協力した。
有名な内部告発者で米軍の元諜報アナリストである、ウィキリークスを通じて75万件の文書を流出させた罪で7年間服役したChelsea Manningは、セキュリティの弱点を探すためにNymのミックスネットを監査するために雇われ、2022年1月にセキュリティ・コンサルタントとしてチームに加わった。

## 使用法
Nymミックスネットワークへのアクセスと利用については、現状テスト段階にある。
Nym ミックスネットユーザーコミュニティは、Nymミックスネットワークを開拓するために2つのアプリケーションを開発した：
-Pastenym：PastenymはPastebinの匿名代替サービスで、ユーザーはテキストや画像を投稿し、他のユーザーと共有することができる。
- The Nodes Guru mixed network explorer：Nymネットワークコンポーネントのディレクトリであり、それらの動作パラメータ、ステータス、およびロケーションを確認することができる。また、Nyxブロックチェーンエクスプローラーも含まれている。